# Чессу
Чессу — река в России, протекает по границе Адыгеи и Краснодарского края. Устье реки находится в 229 км по правому берегу реки Белой. Длина реки — 16 км, площадь водосборного бассейна — 68,4 км².

## Данные водного реестра
По данным государственного водного реестра России относится к Кубанскому бассейновому округу, водохозяйственный участок реки — Белая, речной подбассейн реки — подбассейн отсутствует. Речной бассейн реки — Кубань.
Код объекта в государственном водном реестре — 06020001112108100004366.